# Peter Andreas Munch

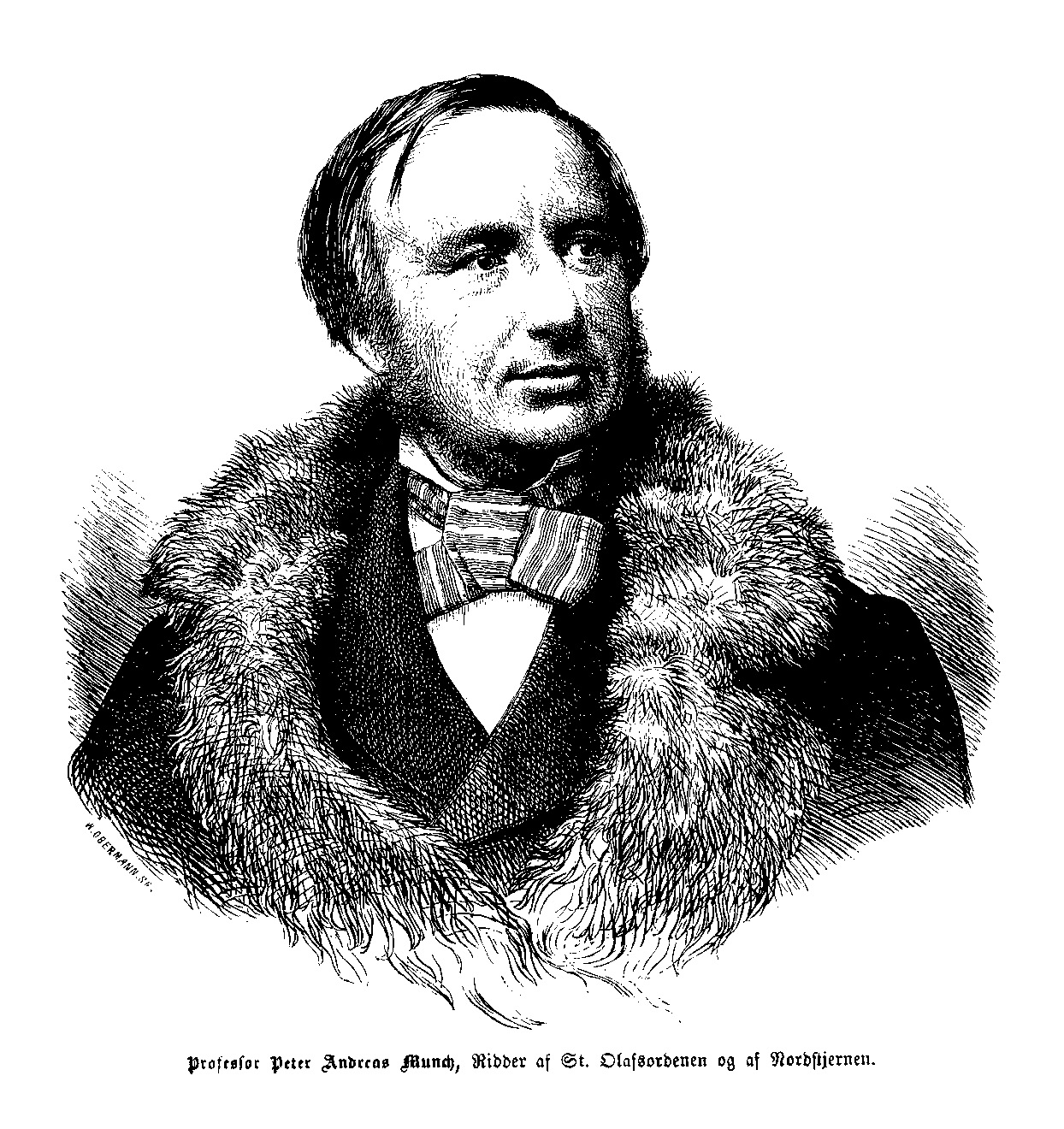
Peter Andreas Munch.

Peter Andreas Munch, född 15 december 1810 i Kristiania, död 25 maj 1863 i Rom, var en norsk historiker och språkforskare. Han var brorson till biskop Johan Storm Munch och farbror till konstnären Edvard Munch.

## Gärningen
Munch studerade först juridik och avlade 1834 ämbetsexamen, men övergick därefter till historiska och filologiska studier, tog bland annat del i Jacob Rudolph Keysers arbete med insamlandet av material till Norges gamla Love (3 band, 1846-49), blev 1837 lektor i historia vid Kristiania universitet, 1841 professor. Peter Andreas Munch var i Norge en av pionjärerna inom vetenskaplig historieforskning.
Munchs forskningar, vilande på bredaste grund, koncentrerades alltmer om Norges historia och 1851 kunde han utge det första bandet av Det norske Folks Historie (8 band, 1851-63) där Munch under en mångfald exkurser och med företrädande av en utpräglat norsk syn på händelseförloppet i opposition mot en mera romantiskt-skandinavistisk gett en klassisk skildring av sitt folks historia fram till 1397. 
Samtidigt härmed strödde han omkring sig stödd av sitt historiska, geografiska, filologiska och mytologiska ämnen, ombesörjande betydelsefulla upplagor av medeltidskällor, bedrev kartarbeten, journalitisk med mera och intog alltmer ställningen som en av Norges ledande kulturpersonligheter. År 1857 fick han stortingsanslag för arkivforskningar i Rom och vistades där 1858-61, den förste skandinav för vilken Vatikanens arkiv uppläts. Under en förnyad resa till Rom avled han hastigt och vilar på den protestantiska kyrkogården där. 

### Om nationen
I samband med Krimkriget gick P.A. Munch i Norsk Maanedsskrift (1:1856) i en artikel betitlad "Om Finlands Nationalitet og dens Forhold til den svenske" till våldsam attack mot ambitionen att skapa et självständig finsk stat. Härtill var Munch inspirerad av en avoghet mot skandinavismen, som han såg som täckmanteln för storsvenska strävanden att vinna nordisk dominans. Ett "självständigt" Finland skulle bli ett lydrike till Sverige. Munch trodde inte att det skulle gagna Norge, som var i union med Sverige. Dessutom skulle rysk revanschism hota friden i Skandinavien (Finland var ett autonomt storfurstendöme i Ryssland).
Det är en välkänd sak skriver Munch att bland jordens "folkeklasser" har den indoeuroepiska nått en sådan utvecklingsnivå att den skiljs från övriga av ett närmast bottenlöst svalg. Att finnar och magyarer står relativt högt beror helt och hållet på deras kontakter med germanska och romanska folk. Endast där svensk kultur råder i Finland kan nationen sägas ha frigjort sig från barbariet. Men den frigörelsen innebär samtidigt den rena nationalitetens undergång: "Denne europæiske, i Folkeaanden selv ikke begrundade, men udenfra komne Kultur er heller ikke paa langt nær trænge igjennem, uden at denationalisere den." Frigörelsen från barbariet är också frigörelse från det egentligt finska. Att t.o.m. ord som ruhtinas (furste), laki (lag) eller tuomi (dom) är lån visar enligt Munch hur lite den finska nationen varit förmögen till stats- leller ens samhällsbygge. En nation som saknar egna ord för torg (tori) eller köp (kauppa) - "i hvilken Tilstand maa ved et saadant Folk ha været, førend det ved de Svenske oplærtes i Kulturens og Civilisationens første Grunde". 
Enligt Munch är finnar tillsammans med andra finsk-ugriska folk tjuder, och tjuderna i sin tur tillhörde den västra grenen av den turanska rasen. Men istället för ras talar han om "folkeklasser" och "folkeslag". Han har en tydlig uppdelning mellan indoeuropeiska raser och barbariska raser. Det var en stor skillnad mellan finnar och skandinaver vilket yttrade sig i att finnarna inte skulle kunna bo i en självständig stat.